# Žabokreky
Žabokreky (ungarisch Zsámbokrét) ist eine Gemeinde im Norden der Slowakei mit 1208 Einwohnern (Stand 31. Dezember 2024), die zum Okres Martin, einem Teil des Žilinský kraj gehört und zur traditionellen Landschaft Turz gezählt wird.

## Geographie

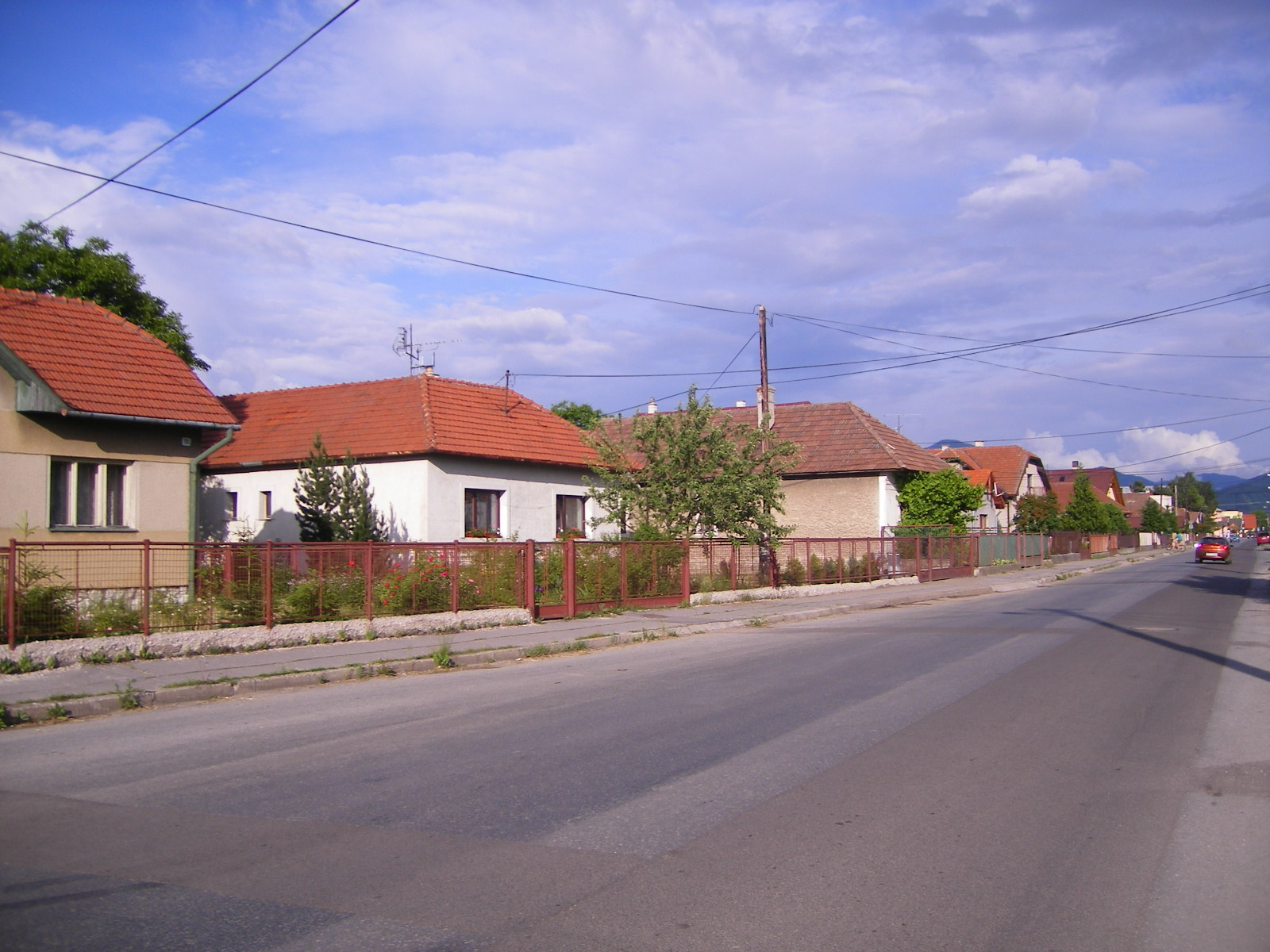
Straßenansicht

Die Gemeinde befindet sich im Talkessel Turčianska kotlina am Bach Beliansky potok, der zum Flusssystem Turiec gehört. Das Ortszentrum liegt auf einer Höhe von 426 m n.m. und ist acht Kilometer von Martin entfernt.
Nachbargemeinden von Žabokreky sind Martin  und Dražkovce im Norden, Horný Kalník im Nordosten, Belá-Dulice im Osten, Necpaly im Südosten und Košťany nad Turcom im Süden und Westen.

## Geschichte
Der Ort wurde zum ersten Mal 1282 als Zabakrek schriftlich erwähnt und entstand auf einem alten Handelsweg. Der Name ist vom slowakischen Wort für einen Frosch (slowakisch Sg. žaba) abgeleitet; dieser Lurch wird zudem im Wappen abgebildet. Das Dorf gehörte 1323 zu einem gewissen Peter, Sohn von Bitter, danach kurz dem Geschlecht Neczpáli und von 1396 bis zum 19. Jahrhundert dem Geschlecht Just. 1828 zählte man 31 Häuser und 198 Einwohner, die in Forstwirtschaft und als Ölpresser und Safranverarbeiter beschäftigt waren.
Bis 1918 gehörte der im Komitat Turz liegende Ort zum Königreich Ungarn, kam danach zur Tschechoslowakei und mit der Teilung des Landes 1993 zur Slowakei.

## Bevölkerung
| Jahr                | 1994 | 2004    | 2014    | 2024 |
| ------------------- | ---- | ------- | ------- | ---- |
| Anzahl der Personen | 1084 | 1111    | 1208    | 1208 |
| Unterschied         |      | +2,49 % | +8,73 % | +0 % |

| Jahr                | 2023 | 2024    |
| ------------------- | ---- | ------- |
| Anzahl der Personen | 1194 | 1208    |
| Unterschied         |      | +1,17 % |

Nach der Volkszählung 2011 wohnten in Žabokreky 1170 Einwohner, davon 1126 Slowaken, sieben Tschechen, vier Russinen, zwei Polen und jeweils ein Deutscher und Magyare; ein Einwohner waren anderer Ethnie. 32 Einwohner machte keine Angabe. 646 Einwohner bekannten sich zur evangelischen Kirche A. B., 246 Einwohner zur römisch-katholischen Kirche, sechs Einwohner zur griechisch-katholischen Kirche, fünf Einwohner zur evangelisch-methodistischen Kirche und jeweils ein Einwohner zu den Siebenten-Tags-Adventisten und zur reformierten Kirche; drei Einwohner waren anderer Konfession. 201 Einwohner waren konfessionslos und bei 60 Einwohnern ist die Konfession nicht ermittelt.
Ergebnisse nach der Volkszählung 2001 (1123 Einwohner):
| Nach Ethnie: - 98,49 % Slowaken - 0,80 % Tschechen - 0,09 % Magyaren - 0,09 % Roma | Nach Konfession: - 61,96 % evangelisch - 23,06 % römisch-katholisch - 12,02 % konfessionslos - 2,40 % keine Angabe - 0,36 % griechisch-katholisch |